# Кирха Святого Семейства (Калининград)
Кирха Святого Семейства, сейчас — концертный зал Калининградской областной филармонии — католический храм Святого семейства (нем. Kirche "Zur heiligen Familie"). Построена в 1907 году по проекту архитектора Фридриха Хайтманн. В 1980 году подверглась реконструкции (архитектор — Павел Горбач). 22 августа 1980 года в здании торжественно открыта Калининградская областная филармония.

## Описание
Здание католической церкви в Хаберберге является самым известным и значительным творением Фридриха Хайтмана. По первоначальному проекту здание должно было располагаться параллельно дороге своей продольной осью, при этом хоры должны были быть ориентированы на восток. Но стройплощадка была расширена и кирха была построена симметричной, что нехарактерно для творчества Хайтмана. Многие элементы здания, его планировка заимствованы у орденских церквей, долго изучаемых архитектором. В качестве основного материала использовался красный кирпич. Строительство проходило в 1904—1907 годах. Хайтман полагал, что Кирха Святого Семейства должна быть семейным домом, в котором царил бы дух Христа и его земных родителей. В храме никогда не проводились панихиды, только обряды крещения и венчания. Иногда храм называли Катеринен Кирхе, по названию располагавшегося рядом госпиталя Святой Катерины.
Архитектурное описание из книги Балдура Кёстера:

Снаружи очень легко видеть все части здания: высокий церковный неф, хоры, громоздкая башня с её двумя фронтонами и четырьмя пристройками по впадающим углам (для ризниц и других помещений). Для оформления этих кубических форм Хайтман использовал готический ступенчатый фронтон. Они были сделаны в качестве боковых завершений двухскатных крыш продольного нефа и в уменьшенной форме перед двухскатными крышами башни. Кроме того, такие же декоративные фронтоны возникли по четырём углам односкатных крыш. Многочисленные лестничные фронтоны, украшенные маленькими фиалами, вносят движение в строгость кубических форм; вверху на башне движение усиливается, там фиалы встречаются попарно. Карнизы под крышами и у башни выполнены достаточно неброско, в пилястрах фронтона и декоративных аркадах башни преобладают вертикальные элементы.

Типично готические формы декорации, как, например, ажурный орнамент, искать в этом здании бесполезно. В общем и целом это совместное сочетание основных простых объёмов и также простых и стремящихся последовательно вверх форм украшения и создают сооружение в стиле новой готики, которое как раз и не могло возникнуть в средние века, а соответствовало ощущению формы завершающегося XIX-го века.

Простой, сделанный из простого формовочного камня, чуть вдающийся вглубь портал ведёт через небольшое помещение перед входом в собственно вестибюль. Отсюда и был вход в высокий зальный храм с её пятью пролётами. Стройные, восьмиугольные колонны делят пространство на средний неф и два одинаковых по высоте боковых нефа. Над ними начинаются красивые звёздчатые своды с нервюрами. Рёбра состоят из формовочного красного кирпича. Подпятные камни свода начинаются над пятами колонн, у стен над маленькими консолями. Поверхности стен покрыты штукатуркой, углы стен и триумфальная арка оформлены красным кирпичом. На чуть приподнятых хорах эти формы повторяются. Справа и слева от хоров раньше находились помещения ризниц.

Накануне войны, в 1939-м, при церкви хотели набрать класс юных органистов, наподобие воскресной школы. Никто из восьми записавшихся мальчишек не стал музыкантом, все погибли на службе Третьему рейху.
В 1945 году кирха была повреждена и долгое время была заброшена, постепенно разрушалась. В 1980 году после продолжительной реконструкции под руководством архитектора Павла Горбача в ней была открыта Калининградская областная филармония. В 1982 году в концертном зале установлен орган чешского производства с 5 мануалами, 3600 трубами (44 регистра).

## Изображения до 1945 года
- Вид с северо-запада
- Вид с юго-запада
- Зал с органом
- Хоры
- Алтарь

## Адрес
г. Калининград, Улица Богдана Хмельницкого, 61а (до 1945 — нем. Oberhaberberg)